# Arconati (famiglia)

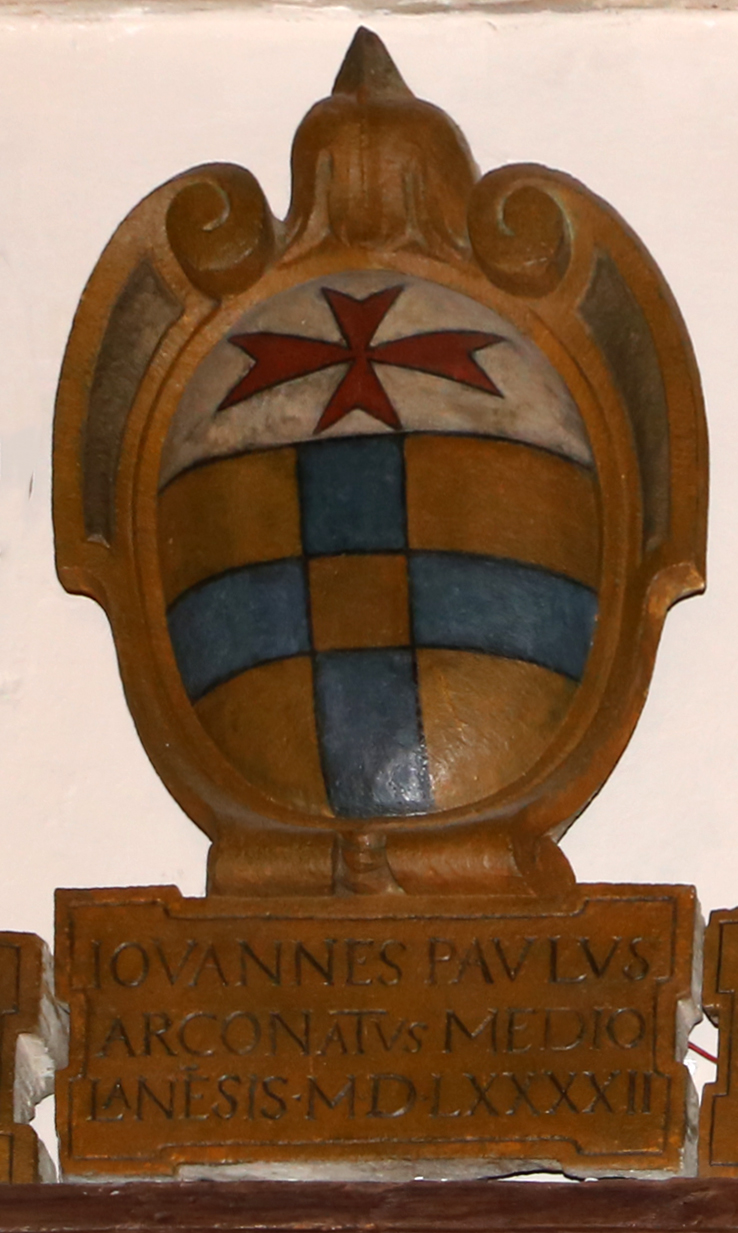
Stemma di Casa Arconati nel Palazzo della Carovana a Pisa

La Casata degli Arconati (poi Arconati Visconti, anticamente Capitanei de Arconate) fu un'importante famiglia patrizia milanese, originaria di Arconate.

## Storia

### Origini
La famiglia Arconati trae il proprio nome dal borgo di Arconate, situato nell'area nord-occidentale del contado di Milano e compreso nell'antica pieve di Dairago. È documentata l'ascrizione della casata al patriziato milanese nel 1277, a conferma di un precoce inserimento negli ordini dirigenti cittadini. I primi esponenti noti, come il notaio Giacolo de Arconate, attivo nel XIV secolo, operarono tra Milano e l'area rurale del Seprio, svolgendo funzioni pubbliche e acquisendo beni rustici.
Nel corso del XV secolo, la famiglia incrementò i propri possedimenti attraverso l'attività mercantile, in particolare nel settore della seta, e grazie a un'accorta politica di acquisizioni fondiarie. L'accumulazione patrimoniale si accompagnò alla crescente partecipazione alle istituzioni civiche e giudiziarie, aprendo la strada a un processo di nobilitazione giuridica e sociale.

### XVI secolo
Nel XVI secolo la famiglia consolidò il proprio status grazie all'inserimento in ruoli chiave dell'amministrazione del ducato di Milano. Giovanni Battista Arconati fu nominato tesoriere generale del Ducato nel 1558 e ricevette in feudo il territorio di Cassolnovo. Suo figlio Marcantonio Arconati ottenne il titolo di Conte palatino nel 1566 e, nel 1568, fu designato gentiluomo di camera da Emanuele Filiberto di Savoia, allora duca di Savoia e generale dell'esercito spagnolo in Lombardia.
Parallelamente, un altro Giovanni Battista Arconati, consigliere del duca Ludovico il Moro, ebbe figli impegnati in ambito militare. Due di essi presero parte alla battaglia di Ravenna del 1512, uno dei quali vi trovò la morte. In segno di riconoscenza, la famiglia ottenne in feudo i territori di Arconate e Inveruno, che furono tuttavia revocati da Francesco II Sforza in seguito alla collocazione filofrancese del casato.
A partire dal 1570, rami distinti della famiglia entrarono in possesso della pieve di Dairago e di altre giurisdizioni minori, tra cui Lomazzo.

### XVII secolo

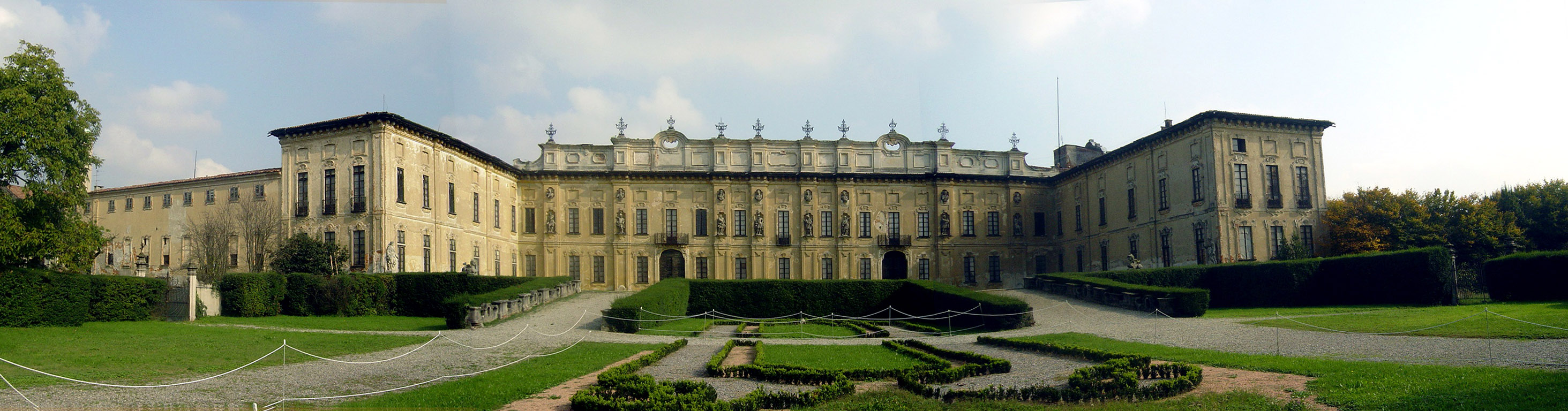
Villa Arconati a Castellazzo di Bollate, residenza del ramo principale della famiglia dal XVII secolo

Nel XVII secolo la famiglia accrebbe ulteriormente il proprio prestigio sia nell'ambito dell'amministrazione territoriale sia in quello culturale. Guido Antonio Arconati, giureconsulto di formazione padovana, fu nominato governatore della città imperiale di Bad Homburg, nel 1614.
Figura di rilievo fu Galeazzo Arconati, collezionista, umanista e promotore delle arti. Entrato in possesso del Codice Atlantico di Leonardo da Vinci, ne fece dono alla Biblioteca Ambrosiana nel 1637. A lui si deve l'ampliamento e l'ornamentazione della Villa Arconati di Castellazzo di Bollate, residenza di campagna trasformata in dimora di rappresentanza secondo i modelli delle ville di delizia lombarde. Il complesso fu dotato di giardini all'italiana, statue antiche, affreschi e una vasta biblioteca. La residenza fu frequentata da letterati, studiosi e artisti, divenendo uno dei poli intellettuali del Seicento lombardo.

### XVIII e XIX secolo
Nel XVIII secolo la famiglia Arconati mantenne una posizione preminente all'interno dell'aristocrazia lombarda. Le alleanze matrimoniali con i Crivelli, gli Arese, i Visconti e altri casati patrizi favorirono la concentrazione di titoli e beni. Diversi esponenti aderirono alle accademie culturali milanesi, tra cui l'Accademia dei Trasformati, e presero parte al dibattito riformatore promosso durante l'epoca teresiana.
Nel XIX secolo, con il passaggio dalla dominazione austriaca a quella napoleonica, alcuni membri della famiglia assunsero incarichi nei consigli municipali e nella burocrazia del Dipartimento d'Olona. Gli Arconati risultano presenti nei catasti e negli atti di proprietà a Monza, Bollate, Corbetta, Cuggiono e nel milanese. La documentazione catastale attesta possedimenti fondiari, cascine, ville e corti rurali riconducibili alla famiglia fino all'età postunitaria.

### Estinzione
Nel XX secolo la linea principale della famiglia si estinse e i beni passarono per via ereditaria prima ai Crivelli Arconati Visconti, poi ai Castellini. La Villa Arconati, pur subendo modifiche e ridimensionamenti, conservò parte del patrimonio artistico e librario originario. A partire dagli anni 2000, l'edificio è stato oggetto di campagne di restauro e valorizzazione promosse dalla Fondazione Augusto Rancilio.
Il nome Arconati permane nella toponomastica di numerosi comuni lombardi, in monumenti, strade, istituti scolastici e corti rurali. Parte degli archivi familiari è oggi conservata presso la Biblioteca Ambrosiana, mentre altri fondi documentari sono depositati presso archivi notarili e fondazioni private. Il casato è oggetto di studio per la sua continuità territoriale, per la rilevanza culturale della sua eredità e per il ruolo assunto nel processo di trasformazione della nobiltà lombarda tra età moderna e età contemporanea.

## Albero genealogico della famiglia Arconati
|                                                      |                                                                      |                                                                      |                                               |                                                                                      |                                                                                               |                                                                                               |                                      | | |                                                                  |                                                                  | | |                                                                              |                                                                                    |                                                                                    | | |                                                                                            |                                                                                            |                                                         |                         |                                        |                                        |
|                                                      |                                                                      |                                                                      |                                               |                                                                                      |                                                                                               |                                                                                               | CAPITANEIS DE ARCONATE Aribaldo      | | |                                                                  |                                                                  | | |                                                                              |                                                                                    |                                                                                    | | |                                                                                            |                                                                                            |                                                         |                         |                                        |                                        |
|                                                      |                                                                      |                                                                      |                                               |                                                                                      |                                                                                               |                                                                                               |                                      | | |                                                                  |                                                                  | | |                                                                              |                                                                                    |                                                                                    | | |                                                                                            |                                                                                            |                                                         |                         |                                        |                                        |
|                                                      |                                                                      |                                                                      |                                               |                                                                                      |                                                                                               |                                                                                               |                                      | | |                                                                  |                                                                  | | |                                                                              |                                                                                    |                                                                                    | | |                                                                                            |                                                                                            |                                                         |                         |                                        |                                        |
|                                                      |                                                                      |                                                                      |                                               |                                                                                      |                                                                                               | Olderico viv.1027                                                                             | Olderico viv.1027                    | Olgerio | Olgerio |                                                                  |                                                                  | | |                                                                              |                                                                                    |                                                                                    | | |                                                                                            |                                                                                            |                                                         |                         |                                        |                                        |
|                                                      |                                                                      |                                                                      |                                               |                                                                                      |                                                                                               |                                                                                               |                                      | | |                                                                  |                                                                  | | |                                                                              |                                                                                    |                                                                                    | | |                                                                                            |                                                                                            |                                                         |                         |                                        |                                        |
|                                                      |                                                                      |                                                                      |                                               |                                                                                      |                                                                                               |                                                                                               |                                      | | |                                                                  |                                                                  | | |                                                                              |                                                                                    |                                                                                    | | |                                                                                            |                                                                                            |                                                         |                         |                                        |                                        |
|                                                      |                                                                      |                                                                      |                                               |                                                                                      |                                                                                               | Ogerio                                                                                        | Ogerio                               | Rogerio viv.1068                                                                                             | Rogerio viv.1068                                                                                             |                                                                  |                                                                  | | |                                                                              |                                                                                    |                                                                                    | | |                                                                                            |                                                                                            |                                                         |                         |                                        |                                        |
|                                                      |                                                                      |                                                                      |                                               |                                                                                      |                                                                                               |                                                                                               |                                      | | |                                                                  |                                                                  | | |                                                                              |                                                                                    |                                                                                    | | |                                                                                            |                                                                                            |                                                         |                         |                                        |                                        |
|                                                      |                                                                      |                                                                      |                                               |                                                                                      |                                                                                               |                                                                                               |                                      | | |                                                                  |                                                                  | | |                                                                              |                                                                                    |                                                                                    | | |                                                                                            |                                                                                            |                                                         |                         |                                        |                                        |
|                                                      |                                                                      |                                                                      |                                               |                                                                                      | Rogerio viv.1121                                                                              | Rogerio viv.1121                                                                              | Obizzone viv.1121                    | Obizzone viv.1121                                                                                            | |                                                                  |                                                                  | | |                                                                              |                                                                                    |                                                                                    | | |                                                                                            |                                                                                            |                                                         |                         |                                        |                                        |
|                                                      |                                                                      |                                                                      |                                               |                                                                                      |                                                                                               |                                                                                               |                                      | | |                                                                  |                                                                  | | |                                                                              |                                                                                    |                                                                                    | | |                                                                                            |                                                                                            |                                                         |                         |                                        |                                        |
|                                                      |                                                                      |                                                                      |                                               |                                                                                      |                                                                                               |                                                                                               |                                      | | |                                                                  |                                                                  | | |                                                                              |                                                                                    |                                                                                    | | |                                                                                            |                                                                                            |                                                         |                         |                                        |                                        |
|                                                      |                                                                      |                                                                      | Guifredo viv.1173                             | Guifredo viv.1173                                                                    | Ogerio viv.1173                                                                               | Ogerio viv.1173                                                                               | Ariprando viv.1173                   | Ariprando viv.1173                                                                                           | |                                                                  |                                                                  | | |                                                                              |                                                                                    |                                                                                    | | |                                                                                            |                                                                                            |                                                         |                         |                                        |                                        |
|                                                      |                                                                      |                                                                      |                                               |                                                                                      |                                                                                               |                                                                                               |                                      | | |                                                                  |                                                                  | | |                                                                              |                                                                                    |                                                                                    | | |                                                                                            |                                                                                            |                                                         |                         |                                        |                                        |
|                                                      |                                                                      |                                                                      |                                               |                                                                                      |                                                                                               |                                                                                               |                                      | | |                                                                  |                                                                  | | |                                                                              |                                                                                    |                                                                                    | | |                                                                                            |                                                                                            |                                                         |                         |                                        |                                        |
|                                                      |                                                                      |                                                                      |                                               |                                                                                      | ? viv.1186                                                                                    |                                                                                               |                                      | | |                                                                  |                                                                  | | |                                                                              |                                                                                    |                                                                                    | | |                                                                                            |                                                                                            |                                                         |                         |                                        |                                        |
|                                                      |                                                                      |                                                                      |                                               |                                                                                      |                                                                                               |                                                                                               |                                      | | |                                                                  |                                                                  | | |                                                                              |                                                                                    |                                                                                    | | |                                                                                            |                                                                                            |                                                         |                         |                                        |                                        |
|                                                      |                                                                      |                                                                      |                                               |                                                                                      |                                                                                               |                                                                                               |                                      | | |                                                                  |                                                                  | | |                                                                              |                                                                                    |                                                                                    | | |                                                                                            |                                                                                            |                                                         |                         |                                        |                                        |
|                                                      |                                                                      |                                                                      | Enrico viv.1308                               | Enrico viv.1308                                                                      | Giovanni Ambrogio viv.1312                                                                    | Giovanni Ambrogio viv.1312                                                                    | Francesco                            | Francesco | |                                                                  |                                                                  | | |                                                                              |                                                                                    |                                                                                    | | |                                                                                            |                                                                                            |                                                         |                         |                                        |                                        |
|                                                      |                                                                      |                                                                      |                                               |                                                                                      |                                                                                               |                                                                                               |                                      | | |                                                                  |                                                                  | | |                                                                              |                                                                                    |                                                                                    | | |                                                                                            |                                                                                            |                                                         |                         |                                        |                                        |
|                                                      |                                                                      |                                                                      |                                               |                                                                                      |                                                                                               |                                                                                               |                                      | | |                                                                  |                                                                  | | |                                                                              |                                                                                    |                                                                                    | | |                                                                                            |                                                                                            |                                                         |                         |                                        |                                        |
|                                                      |                                                                      | Prando viv.1340 Podestà di San Donnino                               | Prando viv.1340 Podestà di San Donnino        | Ambrogio Casata estinta nel XVII secolo                                              | Ambrogio Casata estinta nel XVII secolo                                                       | Tomaso                                                                                        | Tomaso                               | Gasparolo viv.1339                                                                                           | Gasparolo viv.1339                                                                                           |                                                                  |                                                                  | | |                                                                              |                                                                                    |                                                                                    | | |                                                                                            |                                                                                            |                                                         |                         |                                        |                                        |
|                                                      |                                                                      |                                                                      |                                               |                                                                                      |                                                                                               |                                                                                               |                                      | | |                                                                  |                                                                  | | |                                                                              |                                                                                    |                                                                                    | | |                                                                                            |                                                                                            |                                                         |                         |                                        |                                        |
|                                                      |                                                                      |                                                                      |                                               |                                                                                      |                                                                                               |                                                                                               |                                      | | |                                                                  |                                                                  | | |                                                                              |                                                                                    |                                                                                    | | |                                                                                            |                                                                                            |                                                         |                         |                                        |                                        |
|                                                      |                                                                      |                                                                      |                                               | Maffiolo                                                                             | Maffiolo                                                                                      | Manfredo                                                                                      | Manfredo                             | Bernardo viv.1387                                                                                            | Bernardo viv.1387                                                                                            | Margiolo                                                         | Margiolo                                                         | Giacomolo viv.1364 Battitore di bombasina                                                             | Giacomolo viv.1364 Battitore di bombasina                                                             |                                                                              |                                                                                    |                                                                                    | | |                                                                                            |                                                                                            |                                                         |                         |                                        |                                        |
|                                                      |                                                                      |                                                                      |                                               |                                                                                      |                                                                                               |                                                                                               |                                      | | |                                                                  |                                                                  | | |                                                                              |                                                                                    |                                                                                    | | |                                                                                            |                                                                                            |                                                         |                         |                                        |                                        |
|                                                      |                                                                      |                                                                      |                                               |                                                                                      |                                                                                               |                                                                                               |                                      | | |                                                                  |                                                                  | | |                                                                              |                                                                                    |                                                                                    | | |                                                                                            |                                                                                            |                                                         |                         |                                        |                                        |
|                                                      |                                                                      |                                                                      |                                               |                                                                                      |                                                                                               |                                                                                               |                                      | | | Balzarolo viv.1404                                               | Balzarolo viv.1404                                               | Ambrogio viv.1384 Notaio                                                                              | Ambrogio viv.1384 Notaio                                                                              | Petrolo viv.1405                                                             | Petrolo viv.1405                                                                   |                                                                                    | | |                                                                                            |                                                                                            |                                                         |                         |                                        |                                        |
|                                                      |                                                                      |                                                                      |                                               |                                                                                      |                                                                                               |                                                                                               |                                      | | |                                                                  |                                                                  | | |                                                                              |                                                                                    |                                                                                    | | |                                                                                            |                                                                                            |                                                         |                         |                                        |                                        |
|                                                      |                                                                      |                                                                      |                                               |                                                                                      |                                                                                               |                                                                                               |                                      | | |                                                                  |                                                                  | | |                                                                              |                                                                                    |                                                                                    | | |                                                                                            |                                                                                            |                                                         |                         |                                        |                                        |
|                                                      |                                                                      |                                                                      |                                               |                                                                                      |                                                                                               |                                                                                               |                                      | | Marco | Marco                                                            | Girolamo viv.1468                                                | Girolamo viv.1468                                                                                     | Enrico †1438 Lucia Della Croce                                                                        | Enrico †1438 Lucia Della Croce                                               | Giovanni Mercante di sale                                                          | Giovanni Mercante di sale                                                          | | |                                                                                            |                                                                                            |                                                         |                         |                                        |                                        |
|                                                      |                                                                      |                                                                      |                                               |                                                                                      |                                                                                               |                                                                                               |                                      | | |                                                                  |                                                                  | | |                                                                              |                                                                                    |                                                                                    | | |                                                                                            |                                                                                            |                                                         |                         |                                        |                                        |
|                                                      |                                                                      |                                                                      |                                               |                                                                                      |                                                                                               |                                                                                               |                                      | | |                                                                  |                                                                  | | |                                                                              |                                                                                    |                                                                                    | | |                                                                                            |                                                                                            |                                                         |                         |                                        |                                        |
|                                                      |                                                                      |                                                                      |                                               |                                                                                      |                                                                                               |                                                                                               |                                      | | |                                                                  |                                                                  | ARCONATI Giovanni Battista viv.1497 Ippolita Gallarati                                                | ARCONATI Giovanni Battista viv.1497 Ippolita Gallarati                                                | Ambrogio viv.1503 Casata estinta nel XVI secolo                              | Ambrogio viv.1503 Casata estinta nel XVI secolo                                    |                                                                                    | | |                                                                                            |                                                                                            |                                                         |                         |                                        |                                        |
|                                                      |                                                                      |                                                                      |                                               |                                                                                      |                                                                                               |                                                                                               |                                      | | |                                                                  |                                                                  | | |                                                                              |                                                                                    |                                                                                    | | |                                                                                            |                                                                                            |                                                         |                         |                                        |                                        |
|                                                      |                                                                      |                                                                      |                                               |                                                                                      |                                                                                               |                                                                                               |                                      | | |                                                                  |                                                                  | | |                                                                              |                                                                                    |                                                                                    | | |                                                                                            |                                                                                            |                                                         |                         |                                        |                                        |
|                                                      |                                                                      |                                                                      |                                               |                                                                                      |                                                                                               |                                                                                               |                                      | | | Girolamo †1512                                                   | Girolamo †1512                                                   | Giovanni Gaspare, I feudatario di Arconate e Inveruno *1489 †1543 Elena Carcano                       | Giovanni Gaspare, I feudatario di Arconate e Inveruno *1489 †1543 Elena Carcano                       | Giovanni Enrico, II feudatario di Arconate e Inveruno viv.1539 senza eredi   | Giovanni Enrico, II feudatario di Arconate e Inveruno viv.1539 senza eredi         |                                                                                    | | |                                                                                            |                                                                                            |                                                         |                         |                                        |                                        |
|                                                      |                                                                      |                                                                      |                                               |                                                                                      |                                                                                               |                                                                                               |                                      | | |                                                                  |                                                                  | | |                                                                              |                                                                                    |                                                                                    | | |                                                                                            |                                                                                            |                                                         |                         |                                        |                                        |
|                                                      |                                                                      |                                                                      |                                               |                                                                                      |                                                                                               |                                                                                               |                                      | | |                                                                  |                                                                  | | |                                                                              |                                                                                    |                                                                                    | | |                                                                                            |                                                                                            |                                                         |                         |                                        |                                        |
|                                                      |                                                                      |                                                                      |                                               |                                                                                      |                                                                                               |                                                                                               |                                      | | | Camilla viv.1584                                                 | Camilla viv.1584                                                 | Giovanni Battista, I conte della pieve di Dairago †1590 1. Claudia di Saint Germain 2.Camilla Nidasia | Giovanni Battista, I conte della pieve di Dairago †1590 1. Claudia di Saint Germain 2.Camilla Nidasia | Ippolita viv.1584                                                            | Ippolita viv.1584                                                                  |                                                                                    | | |                                                                                            |                                                                                            |                                                         |                         |                                        |                                        |
|                                                      |                                                                      |                                                                      |                                               |                                                                                      |                                                                                               |                                                                                               |                                      | | |                                                                  |                                                                  | | |                                                                              |                                                                                    |                                                                                    | | |                                                                                            |                                                                                            |                                                         |                         |                                        |                                        |
|                                                      |                                                                      |                                                                      |                                               |                                                                                      |                                                                                               |                                                                                               |                                      | | |                                                                  |                                                                  | | |                                                                              |                                                                                    |                                                                                    | | |                                                                                            |                                                                                            |                                                         |                         |                                        |                                        |
|                                                      |                                                                      |                                                                      |                                               |                                                                                      | 1. Giacomo Antonio, II feudatario della Pieve di Dairago *1550 †1593 Anna Visconti di Cislago | 1. Giacomo Antonio, II feudatario della Pieve di Dairago *1550 †1593 Anna Visconti di Cislago |                                      | | |                                                                  |                                                                  | | | 1. Giovanni Francesco, I conte di Arconate CONTI DI ARCONATE                 | 1. Giovanni Francesco, I conte di Arconate CONTI DI ARCONATE                       | 1. Gaspare Marie de Grillet                                                        | 1. Gaspare Marie de Grillet                                                                                            | 1. Girolamo Marchesa d'Alegre                                                                                          | 1. Girolamo Marchesa d'Alegre                                                              | 2. Giovanni Battista †1632                                                                 | 2. Giovanni Battista †1632                              |                         |                                        |                                        |
|                                                      |                                                                      |                                                                      |                                               |                                                                                      |                                                                                               |                                                                                               |                                      | | |                                                                  |                                                                  | | |                                                                              |                                                                                    |                                                                                    | | |                                                                                            |                                                                                            |                                                         |                         |                                        |                                        |
|                                                      |                                                                      |                                                                      |                                               |                                                                                      |                                                                                               |                                                                                               |                                      | | |                                                                  |                                                                  | | |                                                                              |                                                                                    |                                                                                    | | |                                                                                            |                                                                                            |                                                         |                         |                                        |                                        |
|                                                      |                                                                      | Elena Cesare Visconti di Cislago                                     | Elena Cesare Visconti di Cislago              | Luigi, I conte di Lomazzo *1576 †1627 Clemenza Visconti di Cislago ARCONATI VISCONTI | Luigi, I conte di Lomazzo *1576 †1627 Clemenza Visconti di Cislago ARCONATI VISCONTI          | Carlo viv.1598                                                                                | Carlo viv.1598                       | Galeazzo, III feudatario della Pieve di Dairago *1580 †1649 *Caterina Vaghi 1.Anna De Capitaneis de Arconate | Galeazzo, III feudatario della Pieve di Dairago *1580 †1649 *Caterina Vaghi 1.Anna De Capitaneis de Arconate |                                                                  |                                                                  | Carlo, II conte di Arconate †1636 Sestilia Cotta                                                      | Carlo, II conte di Arconate †1636 Sestilia Cotta                                                      | Girolamo, III conte di Arconate *1603 †? Confiscato dei propri beni nel 1625 | Girolamo, III conte di Arconate *1603 †? Confiscato dei propri beni nel 1625       | Giovanni Battista                                                                  | Giovanni Battista | |                                                                                            | Giuseppe, I marchese di Busto Garolfo Marta Maria Ponga                                    | Giuseppe, I marchese di Busto Garolfo Marta Maria Ponga |                         |                                        |                                        |
|                                                      |                                                                      |                                                                      |                                               |                                                                                      |                                                                                               |                                                                                               |                                      | | |                                                                  |                                                                  | | |                                                                              |                                                                                    |                                                                                    | | |                                                                                            |                                                                                            |                                                         |                         |                                        |                                        |
|                                                      |                                                                      |                                                                      |                                               |                                                                                      |                                                                                               |                                                                                               |                                      | | |                                                                  |                                                                  | | |                                                                              |                                                                                    |                                                                                    | | |                                                                                            |                                                                                            |                                                         |                         |                                        |                                        |
|                                                      |                                                                      |                                                                      |                                               | Luigi Maria, II conte di Lomazzo †1671 Maria Arconati                                | Luigi Maria, II conte di Lomazzo †1671 Maria Arconati                                         | *Margherita                                                                                   | *Margherita                          | *Francesco *1605 †? Domenicano                                                                               | *Francesco *1605 †? Domenicano                                                                               | 1.Maria †1676 Luigi Maria Arconati Visconti, II conte di Lomazzo | 1.Maria †1676 Luigi Maria Arconati Visconti, II conte di Lomazzo | Girolamo †1670 Ippolita Lampugnani                                                                    | Girolamo †1670 Ippolita Lampugnani                                                                    |                                                                              |                                                                                    |                                                                                    | Giuseppe arcidiacono del duomo di Milano                                                                               | Giuseppe arcidiacono del duomo di Milano                                                                               | Luigi, II marchese di Busto Garolfo 1. Bianca Franca Fabiani 2. Vittoria Visconti di Motta | Luigi, II marchese di Busto Garolfo 1. Bianca Franca Fabiani 2. Vittoria Visconti di Motta | Galeazzo                                                | Galeazzo                | Carlo Maria inquisitore ad Alessandria | Carlo Maria inquisitore ad Alessandria |
|                                                      |                                                                      |                                                                      |                                               |                                                                                      |                                                                                               |                                                                                               |                                      | | |                                                                  |                                                                  | | |                                                                              |                                                                                    |                                                                                    | | |                                                                                            |                                                                                            |                                                         |                         |                                        |                                        |
|                                                      |                                                                      |                                                                      |                                               |                                                                                      |                                                                                               |                                                                                               |                                      | | |                                                                  |                                                                  | | |                                                                              |                                                                                    |                                                                                    | | |                                                                                            |                                                                                            |                                                         |                         |                                        |                                        |
|                                                      |                                                                      | Giovanni Battista, III conte di Lomazzo *? †?                        | Giovanni Battista, III conte di Lomazzo *? †? | Giuseppe Maria, III conte di Lomazzo †1715 Anna Maria Arcimboldi                     | Giuseppe Maria, III conte di Lomazzo †1715 Anna Maria Arcimboldi                              | Galeazzo, III conte di Lomazzo †1679                                                          | Galeazzo, III conte di Lomazzo †1679 | | |                                                                  | Carlo, IV conte di Arconate †1730 Senza eredi                    | Carlo, IV conte di Arconate †1730 Senza eredi                                                         | Giovanni Battista Senza eredi                                                                         | Giovanni Battista Senza eredi                                                | ARCONATI FABIANI 1.Giuseppe, III marchese di Busto Garolfo *1686 †1761 Senza eredi | ARCONATI FABIANI 1.Giuseppe, III marchese di Busto Garolfo *1686 †1761 Senza eredi | ARCONATI VISCONTI 2.Giangaleazzo, IV marchese di Busto Garolfo *1700 †1775 Henriette Scockart von Tirimont zu Gaasbeek | ARCONATI VISCONTI 2.Giangaleazzo, IV marchese di Busto Garolfo *1700 †1775 Henriette Scockart von Tirimont zu Gaasbeek | 2.Francesco Maria                                                                          | 2.Francesco Maria                                                                          | 2.Anna Luigi Cocastelli                                 | 2.Anna Luigi Cocastelli | 2.Clara                                | 2.Clara                                |
|                                                      |                                                                      |                                                                      |                                               |                                                                                      |                                                                                               |                                                                                               |                                      | | |                                                                  |                                                                  | | |                                                                              |                                                                                    |                                                                                    | | |                                                                                            |                                                                                            |                                                         |                         |                                        |                                        |
|                                                      |                                                                      |                                                                      |                                               |                                                                                      |                                                                                               |                                                                                               |                                      | | |                                                                  |                                                                  | | |                                                                              |                                                                                    |                                                                                    | | |                                                                                            |                                                                                            |                                                         |                         |                                        |                                        |
| Antonio † p.1715 padre somasco                       | Antonio † p.1715 padre somasco                                       | Luigi Maria *1667 †1705 Bianca Lucia Porro                           | Luigi Maria *1667 †1705 Bianca Lucia Porro    | Galeazzo Maria */†1670                                                               | Galeazzo Maria */†1670                                                                        | Ercole *1673 †1706                                                                            | Ercole *1673 †1706                   | Onofrio †1718                                                                                                | Onofrio †1718                                                                                                |                                                                  |                                                                  | | | Clementina *1748 †? ? Botta Adorno                                           | Clementina *1748 †? ? Botta Adorno                                                 | Carlo, V marchese di Busto Garolfo *1750 †1816 Teresa Trotti Bentivoglio           | Carlo, V marchese di Busto Garolfo *1750 †1816 Teresa Trotti Bentivoglio                                               | Giuseppe | Giuseppe                                                                                   | Paolo *1754 †1821 Borgomastro di Bruxelles                                                 | Paolo *1754 †1821 Borgomastro di Bruxelles              |                         |                                        |                                        |
|                                                      |                                                                      |                                                                      |                                               |                                                                                      |                                                                                               |                                                                                               |                                      | | |                                                                  |                                                                  | | |                                                                              |                                                                                    |                                                                                    | | |                                                                                            |                                                                                            |                                                         |                         |                                        |                                        |
|                                                      |                                                                      |                                                                      |                                               |                                                                                      |                                                                                               |                                                                                               |                                      | | |                                                                  |                                                                  | | |                                                                              |                                                                                    |                                                                                    | | |                                                                                            |                                                                                            |                                                         |                         |                                        |                                        |
|                                                      | Giuseppe Antonio, IV conte di Lomazzo *1698 †1763 Francesca Mandelli | Giuseppe Antonio, IV conte di Lomazzo *1698 †1763 Francesca Mandelli | Bianca †1775 Ludovico Busca                   | Bianca †1775 Ludovico Busca                                                          |                                                                                               |                                                                                               |                                      | | |                                                                  |                                                                  | | |                                                                              |                                                                                    | Giuseppe, VI marchese di Busto Garolfo *1797 †1873 Costanza Trotti Bentivoglio     | Giuseppe, VI marchese di Busto Garolfo *1797 †1873 Costanza Trotti Bentivoglio                                         | |                                                                                            |                                                                                            |                                                         |                         |                                        |                                        |
|                                                      |                                                                      |                                                                      |                                               |                                                                                      |                                                                                               |                                                                                               |                                      | | |                                                                  |                                                                  | | |                                                                              |                                                                                    |                                                                                    | | |                                                                                            |                                                                                            |                                                         |                         |                                        |                                        |
|                                                      |                                                                      |                                                                      |                                               |                                                                                      |                                                                                               |                                                                                               |                                      | | |                                                                  |                                                                  | | |                                                                              |                                                                                    |                                                                                    | | |                                                                                            |                                                                                            |                                                         |                         |                                        |                                        |
| Galeazzo, V conte di Lomazzo *1721 †1772 Senza eredi | Galeazzo, V conte di Lomazzo *1721 †1772 Senza eredi                 | Antonio †1756                                                        | Antonio †1756                                 |                                                                                      |                                                                                               |                                                                                               |                                      | | |                                                                  |                                                                  | | | Carlo *1818 †1839                                                            | Carlo *1818 †1839                                                                  | Lorenzo */†1820                                                                    | Lorenzo */†1820 | Gianmartino, VII marchese di Busto Garolfo *1839 †1876 Marie Peyrat Casata estinta                                     | Gianmartino, VII marchese di Busto Garolfo *1839 †1876 Marie Peyrat Casata estinta         |                                                                                            |                                                         |                         |                                        |                                        |

## Marchesi di Busto Garolfo (1664-1876)
Il titolo di Marchese di Busto Garolfo fu concesso nel 1664; passò alla linea degli Arconati Visconti in seguito al matrimonio del II marchese con Vittoria Visconti, da cui derivò il cognome composto e la prosecuzione dinastica.
- Giuseppe Arconati (1664-?), I marchese di Busto Garolfo;
- Luigi Arconati († post 1700), II marchese di Busto Garolfo, figlio del precedente – dal matrimonio con Vittoria Visconti derivò il cognome Arconati Visconti;
- Giuseppe Antonio Arconati Visconti († 1772), III marchese di Busto Garolfo, figlio del precedente;
- Giangaleazzo Arconati Visconti († 1792), IV marchese di Busto Garolfo, figlio del precedente;
- Carlo Arconati Visconti (1752-1816), V marchese di Busto Garolfo, figlio del precedente;
- Giuseppe Arconati Visconti (1797-1873), VI marchese di Busto Garolfo, figlio del precedente;
- Gianmartino Arconati Visconti (1839-1876), VII e ultimo marchese di Busto Garolfo, figlio del precedente.

estinzione del ramo

## Feudatari della pieve di Dairago (1570-XVII secolo)
Il feudo della pieve di Dairago fu concesso alla famiglia Arconati nel 1570 e trasmesso in linea maschile fino all'estinzione del ramo. In seguito al matrimonio del II feudatario con Anna Visconti, fu adottato il cognome Arconati Visconti.
- Giovanni Battista Arconati († post 1570), I feudatario della pieve di Dairago;
- Giacomo Antonio Arconati († post 1600), II feudatario della pieve di Dairago, figlio del precedente; dal matrimonio con Anna Visconti la famiglia assunse il cognome Arconati Visconti;
- Galeazzo I Arconati Visconti († post 1640), III e ultimo feudatario della pieve di Dairago, figlio del precedente.

estinzione del ramo

## Conti di Lomazzo (1611-1772)
Il titolo di Conte di Lomazzo fu concesso da Filippo III di Spagna nel 1611 a favore della famiglia Arconati Visconti. Il feudo si trovava nel territorio del Contado di Milano. Il titolo fu trasmesso per sei generazioni e si estinse nel 1772 con la morte dell'ultimo titolare.
- Giuseppe Luigi Arconati Visconti (1576-1627), I conte di Lomazzo;
- Luigi Maria Arconati Visconti (1600-1671), II conte di Lomazzo, figlio del precedente;
- Giuseppe Maria Arconati Visconti (circa 1630-circa 1715), III conte di Lomazzo, figlio del precedente;
- Giuseppe Antonio Arconati Visconti (1698-1763), IV conte di Lomazzo, figlio del precedente;
- Galeazzo Maria Arconati Visconti (1721-1772), V e ultimo conte di Lomazzo, figlio del precedente.

estinzione del ramo

## Conti di Arconate (1649-1730)
Il titolo di Conte di Arconate fu concesso alla famiglia Arconati da Filippo IV di Spagna nel 1649. La linea, distinta da quelle dei conti di Lomazzo e dei marchesi di Busto Garolfo, si estinse nel corso del 1730.
- Giovanni Francesco Arconati (†1632), I conte di Arconate;
- Carlo Arconati († 1636), II conte di Arconate, figlio del precedente;
- Girolamo Arconati (1603-dopo 1650), III conte di Arconate, fratello del precedente; subì la confisca dei beni nel 1625;
- Carlo Luigi Arconati (circa 1636-1730), IV e ultimo conte di Arconate, pronipote del precedente.

estinzione del ramo